# Archidiecezja Bangalore
Archidiecezja Bangalore (łac. Archidioecesis Bangalorensis, ang. Archdiocese of Bangalore) – rzymskokatolicka archidiecezja ze stolicą w Bengaluru w stanie Karnataka, w Indiach. Arcybiskupi Bangalore są również metropolitami metropolii o tej samej nazwie.

## Historia
13 lutego 1940 papież Pius XII erygował diecezję Bangalore.
19 września 1953 ten sam papież wyniósł biskupstwo Bangalore do rangi archidiecezji metropolitarnej.
26 września 1973 roku bazylika św. Marii w Bangalore uzyskała tytuł bazyliki mniejszej.

## Główne świątynie
- Archikatedra: Katedra św. Franciszka Ksawerego w Bengaluru
- Bazylika mniejsza: Bazylika św. Marii w Bangalore

## Biskupi i arcybiskupi
- Maurice Despatures MEP (1940–1942)
- Thomas Pothacamury (1942–1968)
- Duraisamy Simon Lourdusamy (1968–1971)
- Packiam Arokiaswamy (1971–1986)
- Alphonsus Mathias (1986–1998)
- Ignatius Paul Pinto (1998–2004)
- Bernard Moras (2004–2018)
- Peter Machado (od 2018)